# Novohrîhorivka, Bilohirsk
Novohrîhorivka (în ucraineană Новогригорівка) este un sat în comuna Zelenohirske din raionul Bilohirsk, Republica Autonomă Crimeea, Ucraina.

## Demografie
Componența lingvistică a localității Novohrîhorivka
     Tătară crimeeană (45,83%)
     Rusă (36,46%)
     Ucraineană (16,15%)
     Alte limbi (0,52%)
Conform recensământului din 2001, nu exista o limbă vorbită de majoritatea populației, aceasta fiind compusă din vorbitori de tătară crimeeană (45,83%), rusă (36,46%) și ucraineană (16,15%).